# Duško Ivanović
Duško Ivanović (Serbian (Cyrillic script): Душко Ивановић)  (Bijelo Polje, 1 de setembre de 1957) és un exjugador i entrenador de bàsquet montenegrí. Actualment és l'entrenador del Virtus Pallacanestro Bologna.

## Biografia
Va néixer l'1 de setembre de 1957 a Bijelo Polje (Montenegro). Va destacar com a jugador de la Jugoplastika de Split que va conquerir dues Copes d'Europa a finals dels anys 80, i a la selecció de Iugoslàvia. Després de la seva retirada com a jugador en actiu, va iniciar la carrera d'entrenador a Suïssa. Després d'una temporada al CSP Limoges francès, va dirigir el Tau Vitòria, amb qui va guanyar una Lliga ACB, dues Copes del Rei i va arribar a disputar la final de l'Eurolliga. Després de cinc temporades al club de Vitòria, va fitxar pel FC Barcelona l'estiu de 2005, equip que entrenà durant dos anys, i va aconseguir un sol títol, la Copa del Rei (2007). El 14 de febrer de 2008, dies després d'un mal resultat a la Copa del Rei, i com a conseqüència d'unes declaracions en què qüestionava la qualitat de la plantilla, fou destituït com entrenador de l'equip de bàsquet del Futbol Club Barcelona. El 17 de juny del 2008 va segellar el seu retorn al Tau Vitòria, club en el que estaria les 4 temporades següents.
En la temporada 2012-2013 seguiria entrenant al club vitorià, però després de 8 partits disputats a la lliga ACB i 6 a l'Eurolliga, va ser destituït com entrenador.

## Trajectòria com a jugador
- Jugoplastica de Split (Iugoslàvia): -1990.
- Valvi Girona (Catalunya): 1990-
- CSP Limoges (França):
- Sisley Fribourg (Suïssa): 1993-1994 i 1995-1996.

## Palmarès com a jugador
- 2 Copes d'Europa, amb la Jugoplàstica de Split.
- 2 Lligues iugoslàviques, Jugoplàstica de Split.
- 1 Copa de Iugoslàvia, Jugoplàstica de Split.

## Trajectòria com a entrenador
- Sisley Fribourg (Suïssa): 1993-94. Jugador i segon entrenador.
- Valvi Girona (Catalunya): 1994-95 : Segon entrenador.
- Fribourg Olympic (Suïssa): 1995-1996. Jugador i primer entrenador.
- Fribourg Olympic (Suïssa): 1996-1999.
- Seleccionador Nacional de Suïssa: 1997-2000.
- CSP Limoges (França): 1999-2000.
- TAU Cerámica (Euskadi): 2000-2005.
- FC Barcelona (Catalunya): 2005-Febrer de 2008
- TAU Cerámica (Euskadi): juny de 2008 - novembre del 2012

## Palmarès com a entrenador
- Títols internacionals:

- Campió de la Copa Korac amb el CSP Limoges en la temporada 1999-2000.
- Subcampió de l'Eurolliga amb el TAU en la temporada 2000-01 i 2004-05.

- Títols a Suïssa:

- 3 Lligues de Suïssa: 1996-97, 1997-98 i 1998-99, amb el Fribourg Olympic.
- 1 Copa de Suïssa amb el Fribourg Olympic en la temporada 1997-98.

- Títols a França:

- 1 Lliga de França, 1999-2000, amb el CSP Limoges.
- 1 Copa de França amb el CSP Limoges en la temporada 1999-2000.

- Títols a Espanya:

- 2 Lliga ACB: 2001-2002 i 2009-2010 amb el TAU Cerámica.
- 4 Copes del Rei: 2001-2002, 2003-2004 i 2008-2009 amb el TAU Cerámica i 2006-07 amb el FC Barcelona.
- Finalista de la Copa del Rei amb el TAU Cerámica en la temporada 2002-03

## Distincions individuals
- Nomenat "Entrenador de l'Any" de la temporada 2000-01 per l'Associació Espanyola d'Entrenadors de Bàsquet (AEEB)
- Nomenat Millor Entrenador de la temporada 2001-02 per la revista "Gigantes del Basket".
- Entrenador de l'Equipo Norte a l'ACB All Star d'Alacant-2003.